# Fiji nos Jogos Olímpicos de Verão da Juventude de 2010
Fiji participou dos Jogos Olímpicos de Verão da Juventude de 2010 em Singapura. Sua delegação foi composta de cinco atletas que competiram em quatro esportes.

## Atletismo
| Evento                | Atleta                                             | Qualificação | Qualificação | Final     | Final        |
| Evento                | Atleta                                             | Resultado    | Posição      | Resultado | Posição      |
| --------------------- | -------------------------------------------------- | ------------ | ------------ | --------- | ------------ |
| 100 m masculino       | Lepani Naivalu                                     | 10.94        | 7º (1º q4)   | 10.79     | 7º (Final A) |
| Revezamento masculino | Lepani Naivalu (como integrante da equipe Oceania) |              |              | 1:52.71   | [ 4 ]        |

## Halterofilismo
| Evento              | Atleta          | Peso corporal (kg) | Arranque (kg) | Arranque (kg) | Arranque (kg) | Arranque (kg) | Arremesso (kg) | Arremesso (kg) | Arremesso (kg) | Arremesso (kg) | Total (kg) | Pos. final |
| Evento              | Atleta          | Peso corporal (kg) | 1             | 2             | 3             | Res.          | 1              | 2              | 3              | Res.           | Total (kg) | Pos. final |
| ------------------- | --------------- | ------------------ | ------------- | ------------- | ------------- | ------------- | -------------- | -------------- | -------------- | -------------- | ---------- | ---------- |
| Até 69 kg masculino | Charlie Lolohea | 67,96              | 72            | 78            | 78            | 78            | 95             | 100            | 105            | 105            | 183        | 10º        |
| Até 58 kg feminino  | Lousie Lolohea  | 57,11              | 40            | 45            | 49            | 45            | 50             | 57             | 57             | 57             | 102        | 9º         |

## Judô
| Evento     | Atleta              | 1ª rodada    | 2ª rodada                  | 1ª rodada repescagem | 2ª rodada repescagem | Final repescagem B              | Disputa pelo bronze B | Pos. final |
| ---------- | ------------------- | ------------ | -------------------------- | -------------------- | -------------------- | ------------------------------- | --------------------- | ---------- |
| Diau Bauro | Até 55 kg masculino | Sem oponente | IND Subash Yadav D 000-110 | Sem oponente         | Sem oponente         | COM Fahariya Takidine D 000-101 | Não avançou           | 7º         |

| Evento                                       | Atleta         | 1ª rodada    | 2ª rodada              | Semifinais  | Final       | Pos. final |
| -------------------------------------------- | -------------- | ------------ | ---------------------- | ----------- | ----------- | ---------- |
| Diau Bauro (como integrante da equipe Chiba) | Equipes mistas | Sem oponente | ZZX Equipe Essen D 2-5 | Não avançou | Não avançou | 8º         |

## Natação
| Evento                   | Atleta        | Qualificação | Qualificação | Final       | Final   |
| Evento                   | Atleta        | Resultado    | Posição      | Resultado   | Posição |
| ------------------------ | ------------- | ------------ | ------------ | ----------- | ------- |
| 200 m livre feminino     | Tieri Erasito | 2:21.80      | 41º (7º q2)  | Não avançou |         |
| 200 m borboleta feminino | Tieri Erasito | 2:35.59      | 22º (8º q1)  | Não avançou |         |